# Vasermilstadion
Het Arthur Vasermilstadion (Hebreeuws: אצטדיון וסרמיל) was een multifunctioneel stadion in Beër Sjeva, een stad in Israël. Tot 1988 heette dit stadion Beër Sjevastadion. Het stadion is toen vernoemd naar Arthur Vasermil, die op 7-jarige leeftijd werd vermoord in concentratiekamp Majdanek. Zijn moeder financierde de renovatie van het stadion in 1988. 
Het stadion werd geopend in 1959. In het stadion is plaats voor 12.500 toeschouwers. 
Het stadion werd vooral gebruikt voor voetbalwedstrijden, de voetbalclub Hapoel Beër Sjeva maakte er gebruik van tussen 1960 en 2015. Het verhuisde toen naar het Turnerstadion. Maccabi Be'er Sheva speelde er tussen 2005 en 2006. Er werd ook gebruik van gemaakt op het Europees kampioenschap voetbal onder 16 van 2000. Op dat toernooi werden er twee groepswedstrijden gespeeld.
De laatste wedstrijd werd er gespeeld in 2015, een wedstrijd tussen Hapoel Beer Sheva en Betar Jerusalem. In datzelfde jaar sloot het stadion en het werd afgebroken in 2019.

## Afbeeldingen

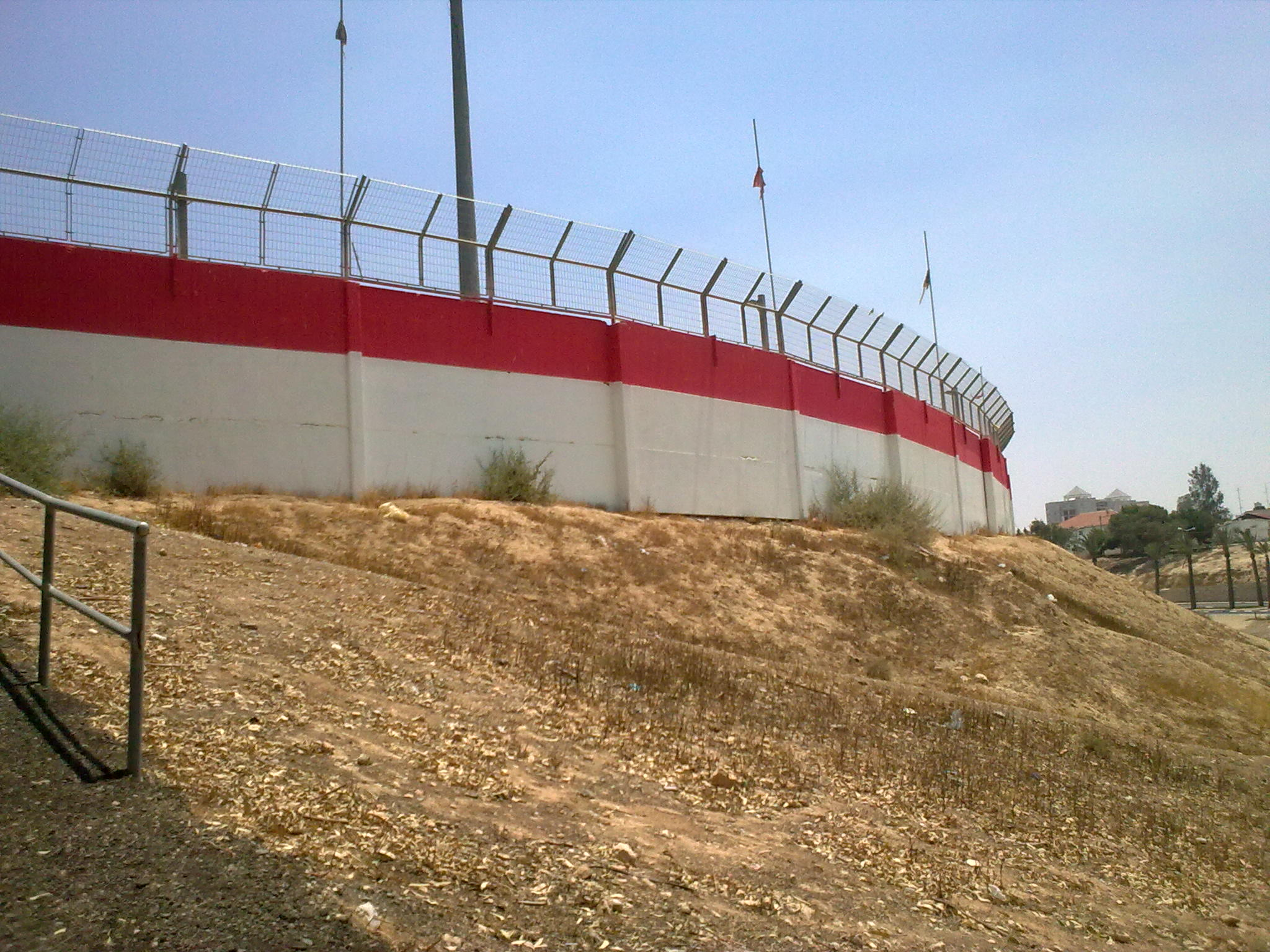
Foto van de zijkant van het stadion (2009).
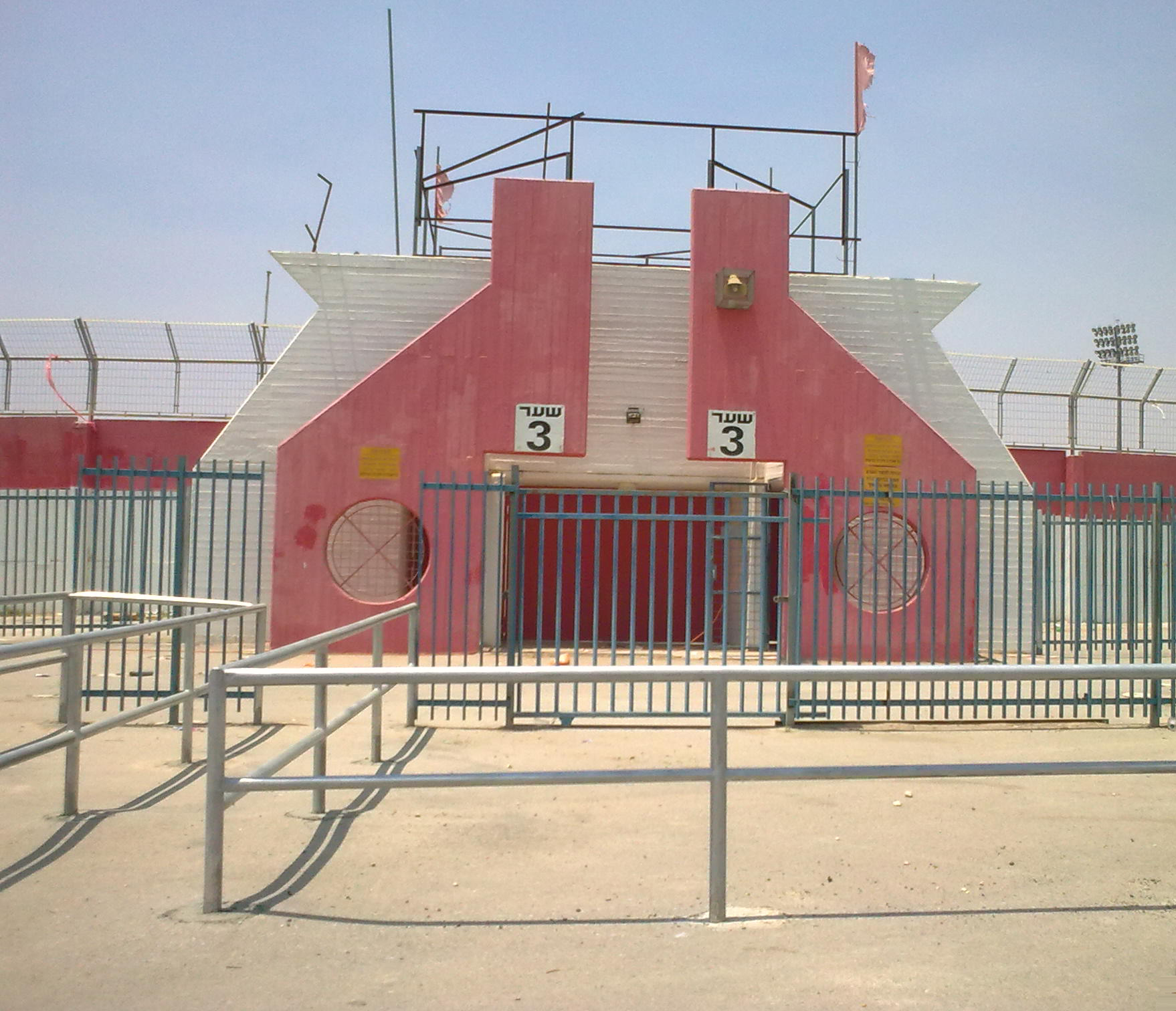
Foto van een van de ingangen van het stadion (2009).
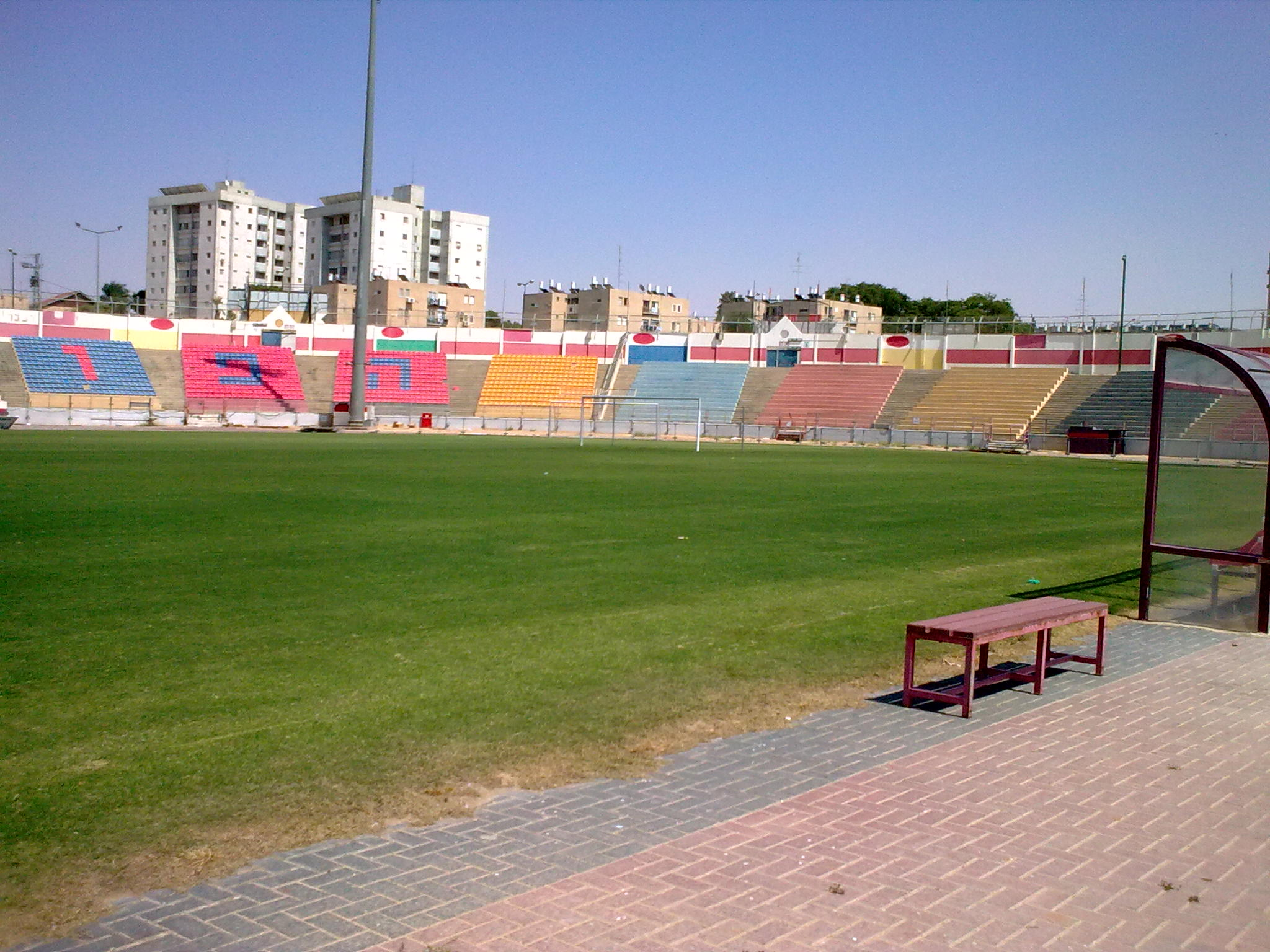
Foto van de binnenkant van het stadion, met zicht op het grasveld en een deel van de tribune (2009).
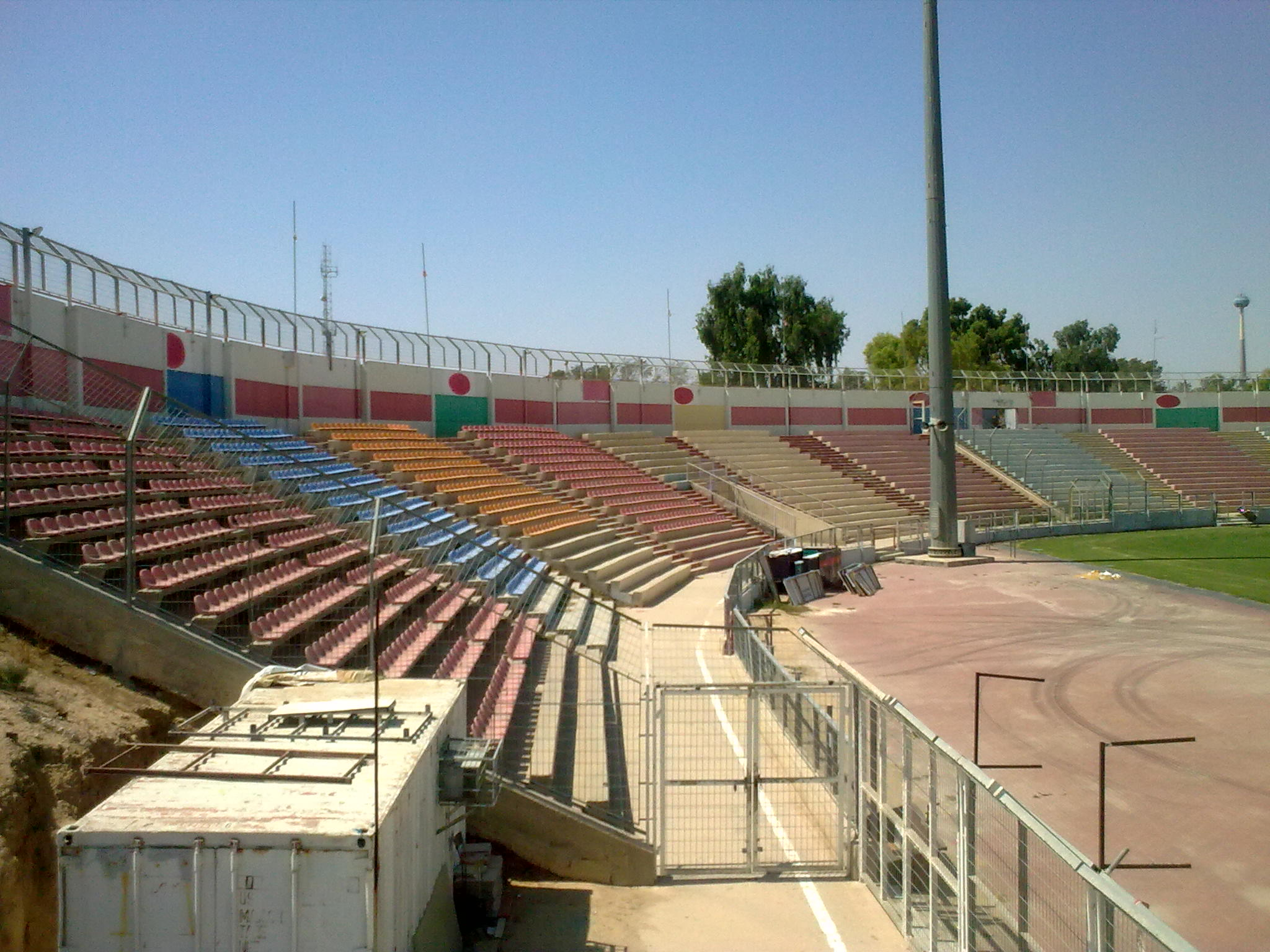
Foto van een tribune (2009